# مارتي ديكر
مارتي ديكر (بالإنجليزية: Marty Decker)‏ هو لاعب كرة قاعدة أمريكي، ولد في 7 يونيو 1957 في آبلاند في الولايات المتحدة.

## وصلات خارجية
- مارتي ديكر على موقعبيزبول رفرنس.كوم (الدوري الرئيسي) (الإنجليزية)
- مارتي ديكر على موقعبيزبول رفرنس.كوم (الدوري الثانوي) (الإنجليزية)